# Sphenodesmus sheribongensis
Sphenodesmus sheribongensis är en mångfotingart som beskrevs av Schiøtz 1966. Sphenodesmus sheribongensis ingår i släktet Sphenodesmus och familjen Gomphodesmidae. Inga underarter finns listade i Catalogue of Life.